# Dirty Work (пісня Остіна Махона)
«Dirty Work» (укр. Нудна робота) — пісня американського поп-співака Остіна Махона. Сингл вийшов у Сполучених Штатах для цифрового завантаження 1 липня 2015 року. Пісня написана і спродюсована The Monsters and the Strangerz, у співавторстві з Махоном, Шоном Дугласом і Телеєм Райлі.

## Випуск
В кінці червня, Остін опублікував обкладинку синглу «Dirty Work» у своєму Твіттері, і зазначив, що він буде випущений в iTunes 10 липня 2015 року. Наступного дня відбулася прем'єра на радіо, і вже 1 липня 2015 сингл став доступний в iTunes.
17 листопада 2015 року Махон за участі T-Pain випустив ремікс «Dirty Work» для безкоштовного завантаження на своїй офіційній сторінці в SoundCloud.

## Композиція
«Dirty Work» являє собою сучасний денс-поп-трек з важкими басами, синтезаторами і клубною мелодією, яка відображає вплив жанрів фанку і R&B. Пісня є «бадьорий фанк-джемом», яку Махон описує як таку, що чимось схожа на «Uptown Funk» Бруно Марса.

## Відгуки критиків
Пісня отримала позитивні відгуки. Джейсон Ліпшатц з журналу Billboard зазначив, що пісня Махона — це «кращий і найамбітніший сингл на сьогоднішній день». Майк Васс з Idolator назвав сингл «ретро-натхненним феєрверком» і порівняв його з хітами Бруно Марса і Джастіна Тімберлейка, в той час як Джефф Бенджамін з Fuse написав "Часом гітари в пісні звучать як ті, що в пісні Майкла Джексона «Black Or White».

## Музичне відео
Музичне відео на пісню «Dirty Work» було відзняте в квітні 2015 року. Махон в інтерв'ю радіо з WiLD 94.9 заявив, що відео буде чорно-білим. Проте, Махон пізніше повторно зняв відео з абсолютно новою концепцією, а оригінальна версія відео ніколи не була опублікована.
На початку липня Махон знятий другий кліп на пісню, на який його надихнув серіал Офіс. Це музичне відео було випущене 27 липня 2015 року. У ньому Махон грає офісного серцеїда, який здобуває прихильність нової сексуальної дівчини.

## Чарти
| Чарти (2015—2017)                     | Найвища позиція |
| ------------------------------------- | --------------- |
| Японія (Billboard Japan Hot 100)      | 5               |
| США Mexico Ingles Airplay (Billboard) | 5               |
| США Pop Digital Songs (Billboard)     | 28              |

## Історія випуску
| Регіон                | Дата          | Формат               | Лейбл                                             |
| --------------------- | ------------- | -------------------- | ------------------------------------------------- |
| Сполучені Штати       | 1 липня 2015  | Цифрове завантаження | Chase Records Cash Money Records Republic Records |
| Світ                  | 2 липня 2015  | Цифрове завантаження | Chase Records Cash Money Records Republic Records |
| Сполучені Штати       | 14 липня 2015 | Mainstream radio     | Chase Records Cash Money Records Republic Records |
| Об'єднане Королівство | 24 липня 2015 | Цифрове завантаження | Chase Records Cash Money Records Republic Records |